# Saponaria lutea
Saponaire jaune
Espèce
Synonymes
- Smegmathamnium luteum Rchb.[2]

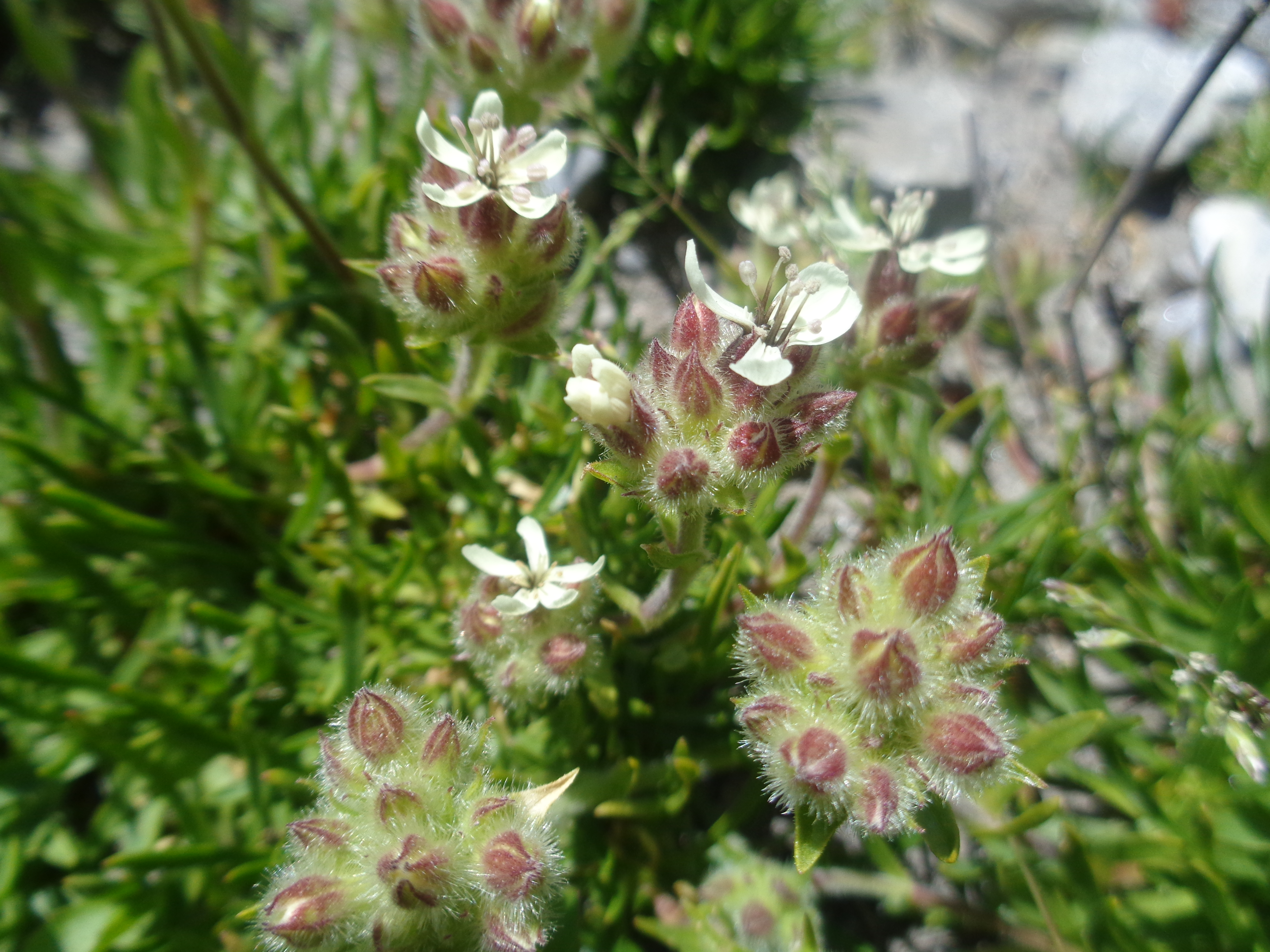
Saponaire jaune.

La Saponaire jaune, Saponaria lutea L., 1762, est une petite plante de la famille des Caryophyllaceae, appartenant au genre Saponaria.

## Description
C'est une plante gazonnante, naine (elle mesure entre 5 et 10 cm), à feuilles aciculaires et à souche ligneuse. Ses fleurs, regroupées en têtes serrées, sont jaune pâle avec un cœur violet. Le calice est velu et de couleur rougeâtre. La tige est peu feuillée. Le fruit est une capsule oblongue remplie de petites graines noires.

## Répartition
C'est une plante endémique du Mont-Cenis et du Val d'Ambin en Haute-Maurienne, où se trouvent ses seules stations françaises.
Cependant, il est possible de la rencontrer dans le Piémont et la Lombardie, dans les zones de haute montagne et les rochers élevés.

## Statut de protection
En raison de sa rareté, elle est protégée et interdite de cueillette en France. Son aire de répartition est recouverte par l'Arrêté Préfectoral de Protection de Biotope du Mont-Cenis.